# Germán Busch
Pour les articles homonymes, voir Busch.
Germán Busch Becerra (San Javier, Santa Cruz ou El Carmen de Itenez, Beni, Bolivie, 23 mars 1904 – 23 août 1939) était un ancien officier militaire et homme d'État bolivien, héros de la guerre du Chaco (1932–1935, durant laquelle la Bolivie fut battue par le Paraguay), et président de Bolivie entre 1937 et 1939. Il avait été également président durant le mois de mai 1936 (trois jours).

## Biographie

### Jeunesse
Le lieu de naissance de Germán Busch est toujours discuté, certains historiens le disant né à San Javier, dans la région chaude, fertile et centrale de Bolivie où pousse du café, tandis que d'autres penchent pour El Carmen de Itenez, dans une région plus au nord où on élève du bétail. Son père était un physicien issu de l'immigration allemande, et sa mère avait des origines italiennes. À un moment donné de son enfance, son père retourna en Allemagne, tandis que le jeune garçon et sa mère allèrent vivre à Trinidad. Il suivit l'école provinciale à cet endroit et entra au collège militaire à l'âge de dix-huit ans.

### Carrière militaire
Sans peur et téméraire, connu pour son tempérament torride, il sembla dominer l'armée bolivienne par la seule force de sa personnalité (en plus de ses faits de bravoure sur le champ de bataille), nonobstant un rang relativement peu élevé. Dans les premiers temps de la guerre du Chaco, il sauva une division entière de la destruction au cours de la bataille de Gondra, en étant membre de son propre régiment de cavalerie, combattant à pied, qu'il mena en dehors de la poche de Campo Vía.
En tant que major, il prit part et porta la plus grande part de responsabilité dans le hautement controversé coup d'État qui renversa le président Daniel Salamanca en novembre 1934, au milieu de la guerre et au cœur du théâtre des opérations. La raison en était qu'il butait sans cesse contre le haut commandement sur la conduite de la guerre, notamment les avancements militaires et les promotions. 
Busch conspira encore en 1936, cette fois contre le successeur de Salamanca et son ancien vice-président, José Luis Tejada, et il installa son ami haut gradé et camarade David Toro comme président de fait. Toro tenta une expérience de présidence réformiste appelée le Socialisme militaire (soutenu par Busch) pendant un peu plus d'un an, avant que Busch ne prenne la place de Toro et s'installa lui-même au Palacio Quemado en juillet 1937, prétendant que Toro et ses anciens liens, son passé controversé avec le régime ne convenait pas.

### Présidence
Toujours orageux et volatile, Busch était empli de grandes idées qu'il sembla incapable de mettre en œuvre dans le contexte de la polarisation du paysage politique bolivien de la fin des années 1930. Il appela une assemblée constituante et restaura la constitution qui avait été suspendue après le coup d'État de 1936.
En 1938, il se fit proclamer président constitutionnel par l'Assemblée. Il fit également diverses tentatives pour restaurer l'économie bolivienne dévastée. Ses projets de réformes se trouvèrent cependant en butte à l'opposition de l’Assemblée nationale, proche des intérêts du cartel des mines. Le climat politique s’envenima sur fond de crise économique.
En avril 1939, dans l'incapacité de gouverner du fait de l'obstruction de l’Assemblée nationale, il se déclara dictateur. Soutenu par l'armée et le Parti socialiste, il nationalisa la Banque centrale et certaines sociétés minières, puis fonda la Banque minière de Bolivie afin de permettre à l’État de contrôler l’entrée et la sortie des devises, sapant ainsi l'influence du cartel minier. Il instaura également le premier code du Travail de Bolivie, avec octroi d’indemnisations diverses, reprit le contrôle de l’exploitation pétrolière et gazière du pays, augmenta les budgets consacrés à l’éducation, créera un orphelinat pour les orphelins des guerres antérieures et une caisse de retraite pour les journalistes, développa le réseau ferroviaire, etc.
Il mourut vers cinq heures du matin, le 23 août 1939, dans des circonstances controversées. Il se serait suicidé en se tirant lui-même une balle dans la tête, bien que beaucoup soupçonnèrent un assassinat. 
À la suite de la mort du président, les éléments les plus conservateurs et pro-oligarchiques de la classe politique bolivienne s'entendirent pour conclure que le réformisme était allé trop loin. Depuis que Busch s'était proclamé dictateur, il n'y avait pas moyen de parler de succession constitutionnelle et le général Carlos Quintanilla fut proclamé président par la force armée. Il fut chargé de convoquer de nouvelles élections et les choses revinrent au statu quo d'avant Toro.
Le colonel Alberto Natusch Busch, un futur dirigeant de la Bolivie, était son neveu. Un autre de ses neveux, Herland Vaca Diez Busch, a dirigé le Comité civique pro-Santa Cruz de 2011 à 2013.

### Source
- (en) Cet article est partiellement ou en totalité issu de l’article de Wikipédia en anglais intitulé « Germán Busch » (voir la liste des auteurs).